# Yukio Kikuchi
Yukio Kikuchi (Japans: 菊池幸夫, Kikuchi Yukio) (Tokio, 1964) is een hedendaags Japans componist.
Kikuchi studeerde compositie aan het Tokyo University of the Arts, en heeft werken voor piano, orkest en harmonieorkest gecomponeerd. Deze werken zijn ook buiten Japan bekend. 

## Composities

### Werken voor orkest
- 1994 - Yohen voor piano en orkest
- Night, Deep voor strijkorkest

### Werken voor harmonieorkest
- 1997 - Suite for Wind Orchestra
  1. Fanfare
  2. Lullaby
  3. Capriccio
  4. Finale
- 2001 - Shiten voor harmonieorkest en orgel
- 2004 - Maten voor harmonieorkest en orgel
- 2009 - Night Train to the Stars - muziek sprookje voor harmonieorkest, koor en verteller

### Kamermuziek
- 1985 - Saxophones' Studies voor Saxofoonkwartet

### Werken voor piano
- 1994 - Yohen voor piano en orkest
- 2004 - Litany voor twee piano's

- CiNii: DA11560335
- Gemeinsame Normdatei: 1187986879
- International Standard Name Identifier: 0000 0003 9999 3980
- Library of Congress Control Number: nr96022372
- Nationale Bibliotheek van Letland: 000149586
- Bibliotheek van het Japanse parlement: 001114218
- Virtual International Authority File: 295453101
- WorldCat: E39PBJyrWpVjxpFPHp8QywtVG3